# タイ航空機爆発事件
タイ航空機爆発事件（タイこうくうきばくはつじけん）は、1986年（昭和61年）10月26日に発生した飛行中のタイ国際航空機の爆発事件である。
死者はでなかったものの、乗客の暴力団組員が持ち込んだ手榴弾爆発が原因の事故であり、航空機に対する安全対策が問われた事件でもあった。

## 事件の概要
1986年（昭和61年）10月26日、タイ・バンコク発フィリピン・マニラ経由大阪国際空港（伊丹空港）行タイ国際航空620便（エアバスA300-600型機、登録記号HS-TAE）は、乗員14名、乗客233名、計247名を載せ高知県の土佐湾上空を飛行中であった。午後8時頃、突然機体後部で爆発が起き、急減圧が発生した。この爆発に伴い、圧力隔壁が破損し油圧系統3系統のうち2系統を喪失するなどの損傷を負った。620便は航路を100 km近く逸脱し、自衛隊訓練空域に侵入した。これにより同機は一時操縦不能となりダッチロール状態となったが、午後8時40分、大阪空港への緊急着陸に成功した。
爆発や機体乱高下によって乗員3名、乗客11名、計14名が重傷を負い、乗客95名が軽傷を負った。本機は同年10月9日に納入されたばかりであった。当該機体は応急処置を行った上でバンコクに回送され、後に運用に復帰した。なお、この機体は2008年に退役している。

## 原因
当初、圧力隔壁が破損し油圧系統2つが喪失したのは、前年に発生した日本航空123便墜落事故と同様に機体のトラブルと思われていた。事故機であるHS-TAEは、エアバス社から直に納品されて運行を開始してから僅か3週間程度の新鋭機であったものの、当事故の一週間前から与圧装置に不具合が数度発生しており、警告灯が点灯するという報告がなされていた。この不具合は初期故障によるものであるとみられている。しかし、123便の事故機 (JA8119) と同じようにしりもち事故などの圧力隔壁に損傷を与えるようなトラブルを起こした記録も無かったため、整備と運行に問題がなかったことはすぐに判明した。
また、他に就航しているA300型機の記録を調べる必要も生じたが、それら全てを検証するよりも先に、圧力隔壁の損傷の原因が金属疲労ではなく、爆発物による破壊であることが判明した。
大阪府警は事故の3日後の29日の現場検証で、爆発は高性能爆弾によるものである可能性が高いと判断した。11月21日までの取り調べによって乗客の暴力団山口組組員（当時43歳）が手榴弾を密輸目的でマニラから持ち込んだことを認めた。当初は「機体左後部のトイレ内で自身で安全ピンを誤って抜いてしまった」と供述していたが、その後「もてあそんでいた際に安全ピンを抜いた」と述べた。「ピンを戻そうとしたが上手くいかなかったため、そのまま放置して手榴弾を爆発させた」と自供した。

## 刑事処分
組員は重傷を負っていたため、退院後に逮捕された。
組員は爆発物を航空機に持ち込んだ点につき航空の危険を生じさせる行為等の処罰に関する法律（航空危険行為等処罰法）第4条違反（航空機内の爆発物持ち込み）の罪、手榴弾の安全ピンを自ら抜いた点につき刑法第203条・殺人未遂罪で起訴され、1988年3月に大阪地方裁判所で懲役20年が言い渡された。